# George Amick
George Amick (ur. 24 października 1924 w Vernonii, zm. 4 kwietnia 1959 w Daytona Beach) – amerykański kierowca wyścigowy.

## Kariera sportowa
Startował w serii AAA i USAC National Championship w latach 1955-1959. Ogółem wystartował w 43 wyścigach tych serii. Zaliczył także jeden start w słynnym wyścigu Indianapolis 500. Zginął w wypadku podczas wyścigu serii USAC na torze Daytona International Speedway.
Jego start w Indianapolis 500 przypadł na okres gdy wyścig ten był zaliczany do klasyfikacji Mistrzostw Świata Formuły 1, w związku z czym Amick ma w statystykach Formuły 1 zapisany jeden start oraz 6 zdobytych punktów.

## Starty w Indianapolis 500
| Rok  | Nadwozie | Silnik      | Start | Wynik | Uwagi |
| ---- | -------- | ----------- | ----- | ----- | ----- |
| 1958 | Epperly  | Offenhauser | 25    | 2     |       |